# Nachos

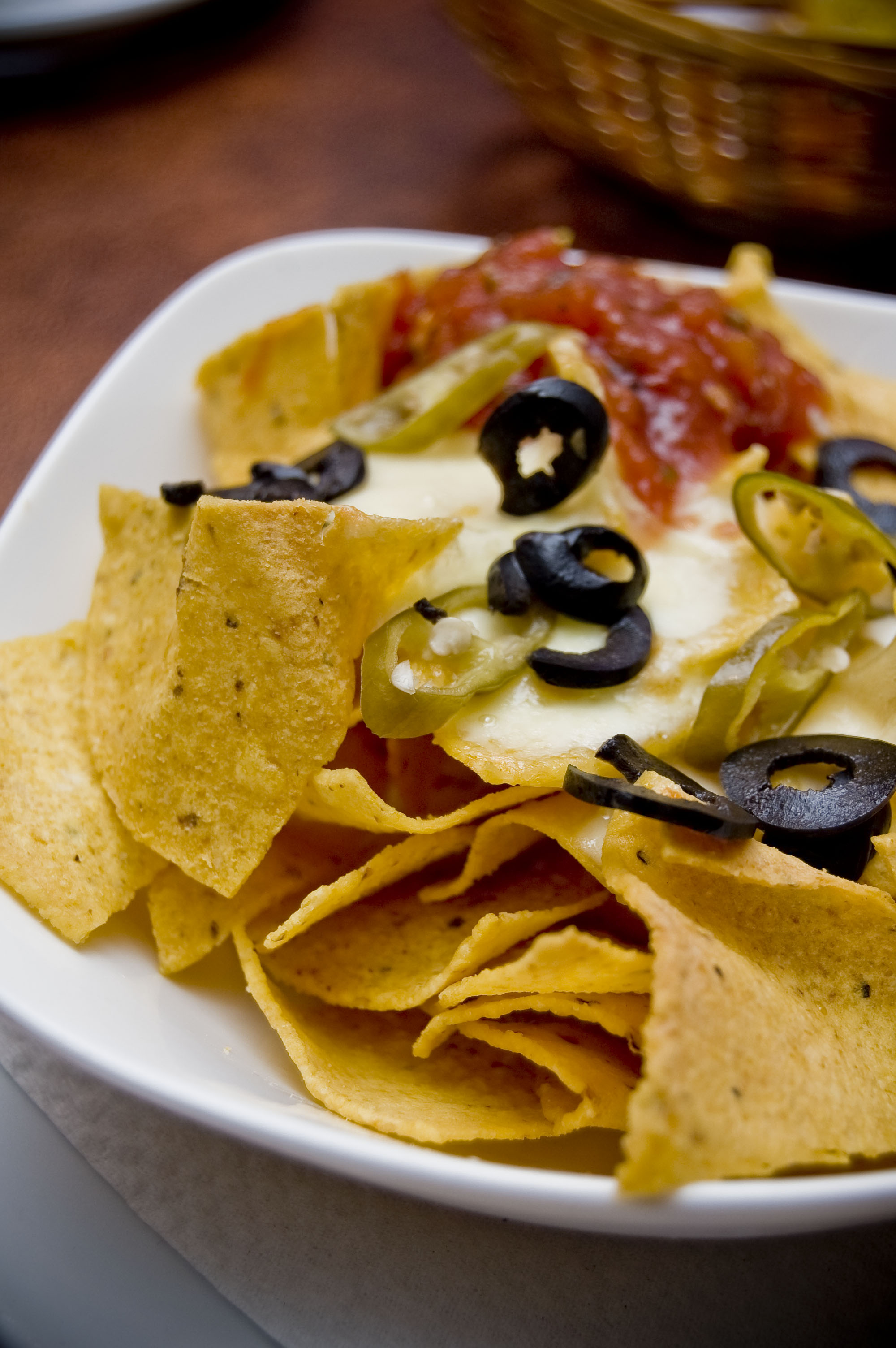
Nachos de queijo

Nachos são uma comida popular nos Estados Unidos e no México. O prato consiste de tortilhas de milho crocantes com formato triangular, cobertas por queijo e pimenta jalapeño. O prato foi inventado por Ignacio "Nacho" Anaya, em 1943.

## História
Em 1943, as mulheres dos doze soldados americanos que estavam alojados no Texas, foram à Cidade de Pedras Negras fazer compras tendo chegado ao restaurante no fim do dia. Comeram a nova comida inventada por Ignacio "Nacho" Anaya com tortilhas em forma de triângulos, queijo cheddar derretido e pimenta. Pediram uma especiaria da casa, onde ele serviu o prato e o chamou de Nachos Especiales.
Anaya foi trabalhar para o "Moderno Restaurant" na cidade, que ainda usa a receita original. Depois ele abriu seu próprio restaurante, o "Nacho's Restaurant", em Pedras Negras. A receita original mexicana foi impressa em 1954 no Livro de receitas da St. Anne.
A popularidade da comida se espalhou rapidamente pelo Texas. A garçonete (empregada de mesa) Carmen Rocha levou o lanche para Los Angeles, em 1959, no restaurante mexicano El Cholo.
Uma versão do prato foi comercializada por Frank Liberto, em 77, com queijo fresco e torilhas pré-fabricados, durante eventos (d)esportivos no Estádio de Arlington, Texas.
No Monday Night Baseball, o narrador de jogos (d)esportivos Howard Cosell fez questão de mencionar o prato nas suas emissões. O prato se popularizou nos jogos e foi introduzido em todas as semanas de jogos para os torcedores.
Ignacio Anaya morreu em 1975. Em sua homenagem, uma placa de bronze foi erguida em Pedras Negras e o dia 21 de Outubro foi declarado o Dia Internacional do Nacho. O filho de Ignacio, Ignacio Anaya Junior é o juiz da prova anual de nachos.

## Tipos
Há vários tipos de coberturas e variações do prato.
- Carne moída, frango ou picanha
- Chili e carne
- Pimentas jalapeño ou outras pimentas fortes
- Acebolados
- Salsa
- Guacamole
- Creme azedo
- Alface
- Tomate
- Azeitonas
- Feijões fritos
- Nachos da Bampede